# サステイナブル工学
サステイナブル工学（英: Sustainable engineering）とは、「持続可能な工学」のこと。

## 概要
産業革命以降科学技術は飛躍的に進歩し、その一翼を工学分野が担って来た。工学とは、自然界の法則や資源などを利用し、人間の社会生活に役立つものづくりを行う学問の一つであるが、それゆえこれまでは利便性や機能性、また経済性を重視してきた。このような科学技術の発展により人類の生活は便利になったが、一方で現代においては環境汚染や資源の枯渇、地球温暖化、エネルギー問題など様々な問題を抱えている。サステイナブル工学は、これら諸問題と向き合い解決の道を探りながらも、未来に向けても工学的な観点から技術発展を目指す概念、学問である。